# Leopold Kretzenbacher
Leopold Kretzenbacher, nemški etnograf, predavatelj in akademik, * 13. november 1912, † 21. junij 2007.
Kretzenbacher je deloval kot redni profesor za etnografijo Univerze v Münchnu in bil dopisni član Slovenske akademije znanosti in umetnosti (od 27. maja 1993).